# Maculinea alconides
Maculinea alconides är en fjärilsart som beskrevs av Aurivillius 1888. Maculinea alconides ingår i släktet Maculinea och familjen juvelvingar. Inga underarter finns listade i Catalogue of Life.